# Javier Barba
Javier Barba   (Juanacatlán, 30 de març de 1943) fou un futbolista mexicà de la dècada de 1960. Quatre germans seus també van ser futbolistes: Leopoldo, Leonardo, Carlos i Salvador Barba Cortés.
Pel que fa a clubs, defensà els colors de Club Deportivo Guadalajara i Club de Fútbol Laguna.